# Hololepta canalicollis
Hololepta canalicollis är en skalbaggsart som beskrevs av Lewis 1888. Hololepta canalicollis ingår i släktet Hololepta och familjen stumpbaggar. Inga underarter finns listade i Catalogue of Life.